# Spurensuche in Ruinen
Spurensuche in Ruinen war eine zehnteilige Dokumentar-Serie, die im Zeitraum von 2007 bis 2012, im Auftrag des Mitteldeutschen Rundfunks (MDR) von unterschiedlichen TV-Produktionsfirmen produziert und jeweils im MDR Fernsehen erstausgestrahlt wurde. Die redaktionelle Betreuung erfolgte seitens des Senders durch Martin Hübner, Katja Wildermuth und Heribert Schneiders.

## Inhalt
Das Konzept der Serie war es, bekannte Großbetriebe der DDR-Volkswirtschaft retrospektiv zu beleuchten und deren Geschichte dokumentarisch aufzuarbeiten. Als dramaturgische Mittel wurden u.a Interviews mit ehemaligen Mitarbeitern, Zeitzeugen, sowie originale Bild- und Filmdokumente (z. B. Produktwerbefilme, Berichterstattungen des DDR-Fernsehens, private Bildaufnahmen) eingesetzt und auch die Originalschauplätze aufgesucht.

## Episodenübersicht
| Titel                                             | Produktionsjahr | Inhalt                                           | Dauer          | Bildformat |
| ------------------------------------------------- | --------------- | ------------------------------------------------ | -------------- | ---------- |
| Die Traktorenbauer von Schönebeck                 | 2007            | VEB Traktorenwerk Schönebeck                     | ca. 45 Minuten | 16:9       |
| Malimo aus Wolkenburg                             | 2007            | VEB Malitex                                      | ca. 45 Minuten | 16:9       |
| SKET – Schwermaschinen aus Magdeburg              | 2008            | VEB Schwermaschinenbau-Kombinat „Ernst Thälmann“ | ca. 45 Minuten | 16:9       |
| Die Maxhütte in Unterwellenborn                   | 2008            | VEB Bergbau- und Hüttenkombinat Maxhütte         | ca. 45 Minuten | 16:9       |
| Original Wolfen – Die Geschichte einer Filmfabrik | 2009            | VEB Filmfabrik Wolfen                            | ca. 45 Minuten | 16:9       |
| VEB Sonni – Spielwaren aus Sonneberg              | 2010            | VEB Sonni Sonneberg                              | ca. 45 Minuten | 16:9       |
| ZEKIWA – Kinderwagen aus Zeitz                    | 2010            | VEB Zekiwa                                       | ca. 45 Minuten | 16:9       |
| Praktica – Kameras aus Sachsen                    | 2011            | VEB Kamera- und Kinowerke Dresden                | ca. 45 Minuten | 16:9       |
| Simson – Fahrzeuge aus Suhl                       | 2011            | VEB Simson Suhl                                  | ca. 45 Minuten | 16:9       |
| robotron – HIGH TECH MADE IN GDR                  | 2012            | VEB Kombinat Robotron                            | ca. 45 Minuten | 16:9       |

## Produktionsdetails
| Folge                                             | Regie Buch                                        | Kamera Kamera-Assistenz    | Ton Tonmischung                                          | Schnitt             | Sprecher           | Mitarbeit Recherche  | Redaktion                            | Aufnahmeleitung Herstellungsleitung | Produktion Produktionsleitung                                                                                      | Dank an / Quellen |
| ------------------------------------------------- | ------------------------------------------------- | -------------------------- | -------------------------------------------------------- | ------------------- | ------------------ | -------------------- | ------------------------------------ | ----------------------------------- | --- | --- |
| Die Traktorenbauer von Schönebeck                 | Andreas Kuno Richter                              | Till Ludwig                | Thomas Funk Thomas Weiß                                  | Dietmar Käfert      | Till Hagen         | k. A. Sibylle Kölmel | Martin Hübner                        | Frank Bartuschat Holger Kouschil    | | - Sächsische Staatsarchiv - Stadtarchiv Schönebeck |
| Malimo aus Wolkenburg                             | Michael Erler                                     | Till Ludwig Thomas Funk    | Sven Dahmen                                              | Uwe Lerch           | Till Hagen         | k. A. Sibylle Kölmel | Martin Hübner                        | Frank Bartuschat                    | k. A. Frank Egner                                                                                                  | |
| SKET – Schwermaschinen aus Magdeburg              | Ein Film von Lutz Rentner und Frank Otto Sperlich | Frank Otto Sperlich        |                                                          | Stephan Marche      |                    |                      | Martin Hübner                        |                                     | NOAHFILM GbR Film- und Fernsehproduktion Lutz Rentner & Frank Otto Sperlich                                        | |
| Die Maxhütte in Unterwellenborn                   | Anna Schmidt Dirk Schneider                       | Jörg Junge Matthias Müller | Kai Jüttner Christian Carl Dominik Sroka                 | Mario Biehl         | Frank Arnold       |                      | Katja Wildermuth Heribert Schneiders |                                     | Eine Produktion der schmidtFILM im Auftrag des MDR Fernsehens                                                      | |
| Original Wolfen – Die Geschichte einer Filmfabrik | Anna Schmidt Dirk Schneider                       | Jens Bungies Uwe Schoßig   | Patrick Lehmann                                          | Mario Biehl         | Frank Arnold       |                      | Katja Wildermuth Martin Hübner       |                                     | Eine Produktion der schmidtFILM im Auftrag des MDR Fernsehens                                                      | |
| Sonni – Spielwaren aus Sonneberg                  | Anne Worst                                        | Till Ludwig                | Thomas Funk Axel Rabe                                    | Thomas Kleinwächter | Till Hagen         | Ariane Brauer        | Heribert Schneiders                  |                                     | Eine Produktion von Pirates 'n Paradise Berlin GmbH im Auftrag des MDR Fernsehens Producer: Anne Reiners           | |
| ZEKIWA – Kinderwagen aus Zeitz                    | Anne Worst                                        | Rainer Hoffmann            | Sascha Reymann Philipp Bitter                            | Peter Klum          | Till Hagen         |                      | Heribert Schneiders                  |                                     | Eine Produktion von Cine Plus im Auftrag des MDR Fernsehens Produktionsleitung: Anne Reiners Producer: Simone Bock | - Museum Schloss Moritzburg (Zeitz) |
| Praktica – Kameras aus Sachsen                    | Anna Schmidt Susann Krüger                        | Jens Bungies               | Lutz Leischke Axel Meister Olaf Schuller Dirk Stobernack | Mario Biehl         | Frank Sieckel      |                      | Katja Wildermuth Heribert Schneiders |                                     | Eine Produktion der schmidtFILM im Auftrag des MDR Fernsehens                                                      | - Technische Sammlungen Dresden - Sandstein Verlag |
| Simson – Fahrzeuge aus Suhl                       | Anne Worst                                        | Rainer Hoffmann            | Sascha Reymann Axel Rabe                                 | Katja Fischer       | Till Hagen         |                      | Heribert Schneiders                  | Franziska Lindner                   | Eine Produktion von Pirates 'n Paradise Berlin GmbH im Auftrag des MDR Fernsehens Producer: Anne Reiners           | - Deutsches Rundfunkarchiv Potsdam-Babelsberg - Berliner DDR Motorrad-Museum - TLG Gewerbepark Simson Suhl - Thüringisches Staatsarchiv - Fahrzeugmuseum Suhl - Stadtarchiv Suhl |
| robotron – HIGH TECH MADE IN GDR                  | Kerstin Mauersberger                              | Gunnar Kopp                | Rainer Otto Remo Rink Torsten Lasch                      | Johannes Ramson     | Hans Henrik Wöhler | Anja Nicke           | Katja Wildermuth Heribert Schneiders | Frank Bartuschat Dominic Godehardt  | k. A. Frank Egner                                                                                                  | - Technische Sammlungen Dresden - Stadtarchiv & Schaudepot Sömmerda |

## DVD
- Unter dem Oberbegriff DDR Vorzeigebetriebe wurden ab dem Jahr 2011 einige Folgen der Sendereihe (teilweise auch ergänzt mit Bonusmaterial) durch die UAP Video GmbH auf DVD veröffentlicht.[21]